# Michail Illarionowitsch Artamonow

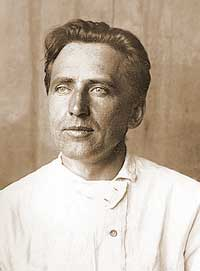
Michail Illarionowitsch Artamonow

Michail Illarionowitsch Artamonow (russisch Михаил Илларионович Артамонов; * 23. November 1898 in Wygolowo, Oblast Twer; † 31. Juli 1972 in Leningrad) war ein russischer Prähistoriker.

## Leben
Artamonov entstammte einer Bauernfamilie aus dem Gouvernement Twer. Mit neun Jahren zog er nach Sankt Petersburg, wo er unter anderem Malerei bei Kusma Petrow-Wodkin, Kunstgeschichte bei Nikolai Sytschow und Archäologie erlernte. Er beteiligte sich aktiv an der Russischen Revolution und studierte später Geschichte an der Staatlichen Universität Sankt Petersburg. Er erforschte Siedlungen aus der Bronze- und Eisenzeit am Don, im Nordkaukasus und in der Ukraine. Er leitete zahlreiche Ausgrabungen skythischer und chasarischer Kurgane und Siedlungen; am bekanntesten ist die chasarische Festung Sarkel, die er 1929 entdeckte. 
Als Nachfolger von Joseph Orbeli war Artamonow von 1951 bis 1964 Museumsdirektor der Eremitage in Leningrad. Ihm folgte im Amt als Museumsdirektor Boris Borissowitsch Piotrowski. Zu seinen zahlreichen Schülern gehören Lew Gumiljow, Swetlana Pletnjowa, Walentina Gorjunowa und Lew Klein.

## Veröffentlichungen (Auswahl)
- Istorija Chazar. Leningrad 1962.
- mit Werner Forman (Fotograf): Goldschatz der Skythen in der Eremitage. Dausien, Hanau 1970.
- Kimmerijcy i Skify. Leningrad 1974.

## Auszeichnungen und Preise (Auswahl)
- Leninorden
- Orden des Roten Banners der Arbeit